# Liběchov
Liběchov är en stad i Tjeckien.   Den ligger i distriktet Okres Mělník och regionen Mellersta Böhmen, i den centrala delen av landet, 40 km norr om huvudstaden Prag. Liběchov ligger 168 meter över havet och antalet invånare är 973.
Terrängen runt Liběchov är huvudsakligen lite kuperad. Liběchov ligger nere i en dal. Runt Liběchov är det ganska tätbefolkat, med 86 invånare per kvadratkilometer. Närmaste större samhälle är Mělník, 6,7 km söder om Liběchov. Trakten runt Liběchov består till största delen av jordbruksmark.